# Palác Fénix
Palác Fénix je mohutná komerční budova ve funkcionalistickém stylu stojící na adrese Václavské náměstí 802/56, na Novém Městě, Praha 1. V pasáži budovy je mnoho obchodů a restauračních zařízení a sídlí zde také kino a divadlo Studio dva. Palác je chráněn jako kulturní památka České republiky.

## Historie

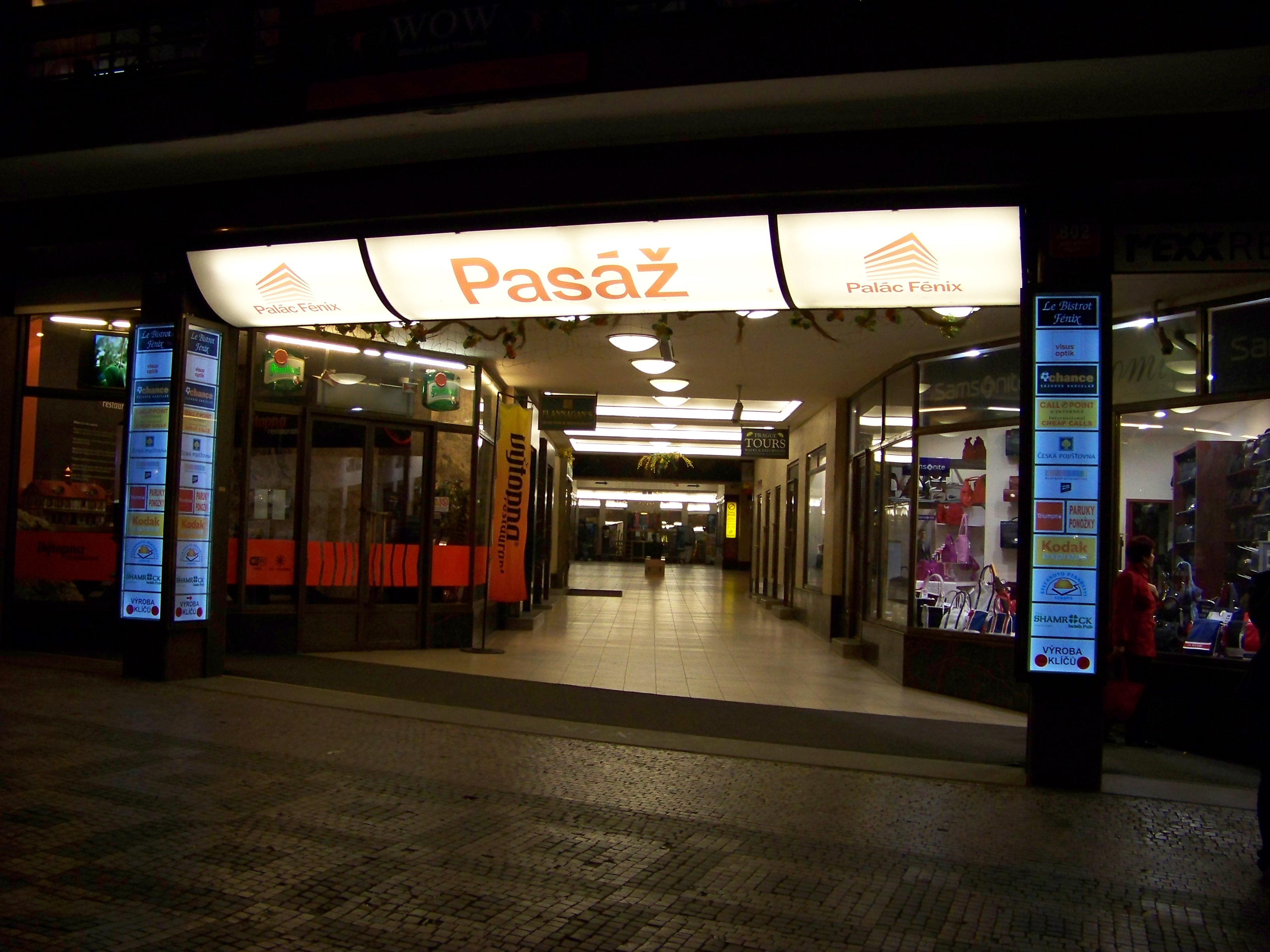
Večerní pasáž paláce Fénix

Ve 14. století stávaly na místě dnešního paláce tři budovy, v polovině 16. století již jen 2dvaobjekty. Později na počátku 19. století zde byly postaveny dva dvoupatrové domy s klasicistní fasádou, do doby kdy je od jejich majitele pana Klubaly odkoupila roku 1927 vídeňská „Životní pojišťovací společnost Fénix“.

## Architektura
Téhož roku byl vystavěn palác dnešního typicky českého funkcionalistického vzhledu, jehož autory byli prof. Ing. arch. Josef Gočár a Ing. arch. Bedřich Ehrmann. Na vývoji konstrukce se podílel rovněž i vídeňský profesor Nowak, jenž provedl statické výpočty a navrhl nosný systém. Autorem výkresů výztuže a konstrukčních provedení je inženýr Franke.
Při výstavbě bylo využito nejmodernějších prostředků tehdejší doby a samotná konstrukce je řešena s mimořádnou technickou invencí. Unikátně je řešen také například kinosál pro 760 osob, který díky unikátnímu užití Vierendeelova nosníku nemá žádné opěrné sloupy.
Mozaiky v pasáži vytvořil známý český malíř Rudolf Kremlička.
Následovalo ještě několik let menších úprav a konečná kolaudace budovy proběhla 12. února 1930.